# Тур (говедо)
Вижте пояснителната страница за други значения на Тур.
Турът (Bos primigenius), наричан понякога и зубър, при все че има и различно животно със същото име, е изчезналият див предшественик на домашното говедо. Това е едър бозайник от разред Чифтокопитни (Artiodactyla), който се е срещал е в Европа, Северна Африка, Мала Азия, Близкия изток, но вече не се среща в резултат на прекомерният лов на диви животни и на одомашняването си (и последващо кръстосване на оцелели диви турове с домашни говеда/крави).

## Процес на изчезването на тура
Турът е тревопасен бозайник, живял на малки стада и отличавал се с огромни сила и агресивност. Съществувал е в поне 3 различни диви разновидности (или е имало различни видове от такова семейство), характерни съответно за земите на Евразия, Индия и Северна Африка. Протеклите през последните няколко хиляди години процеси на опитомяване са довели до големи разлики между тура и домашното говедо, които са различни раси (или може би - подвидове) на един и същи вид. Най-забележимо е значителното намаляване на размерите (около 2 пъти) и туширането на природната агресивност. Засвидетелстваните женски турове са значително по-дребни от мъжките, които от своя страна са достигали маса над 800 кг., височина при плешката – 1,8 – 2 m и дължина на тялото – около 3,3 m и са имали рога, дълги към 0,8 m.
Макар и с все по-ограничени ареал и популации, туровете са съществували на Балканите (или поне в Западна България) предполагаемо докъм 16 – 18 в., което показват датировката на останки от това животно, намерени в „Ларгото“ на площад „Света Неделя“ в София, България, както и находка от 2020 година от обект, намиращ се на ул. "Екзарх Йосиф" № 35 в Центъра на София, датирана към втората половина на 17 - първата половина на 18 век, въпреки че последният известен отстрелян екземпляр е бил убит в Полша през 1627 г.)

## Опити за възстановяване на тура
В съвременността са предприемани някои отчасти успешни (получените животни - например т.нар. бик Хек - са значително по-дребни от туровете, но повече приличащи на тях от домашните крави) проекти, целящи възстановяване на тура, посредством селекция и запазване на проявили се атавистични признаци сред най-примитивните породи говеда.